# Rocchetta Ligure
Rocchetta Ligure (piemontesisch Rochëtta (Ligurin-a), ligurisch a Rocheta) ist eine Gemeinde in der italienischen Provinz Alessandria (AL), Region Piemont.
Der Ort Rocchetta ist auch durch die Veröffentlichungen des Living Theatre und die Auseinandersetzungen um den Widerstand gegen die Nationalsozialisten in deren Stück Resistenza bekannt geworden.

## Lage und Einwohner
Die Gemeinde Rocchetta Ligure liegt 53 Straßenkilometer südöstlich von der Provinzhauptstadt Alessandria auf einer Höhe von 420 m s.l.m. Sie liegt zwischen dem Bach Sisola und der Borbera, die unmittelbar nach der Ortschaft zusammenfließen. Das Gemeindegebiet umfasst eine Fläche von 10,09 Quadratkilometern und hat 220 (Stand 31. Dezember 2023) Einwohner. Die Gemeinde besteht aus den Ortsteilen (Fraktionen) Bregni Inferiore, Bregni Superior, Celio, Pagliaro Inferiore, Pagliaro Superiore, Piani di Celio, Sant’Ambrogio, Sisola und Rocchetta Ligure.
Die Nachbargemeinden sind Albera Ligure, Cabella Ligure, Cantalupo Ligure, Mongiardino Ligure und Roccaforte Ligure.

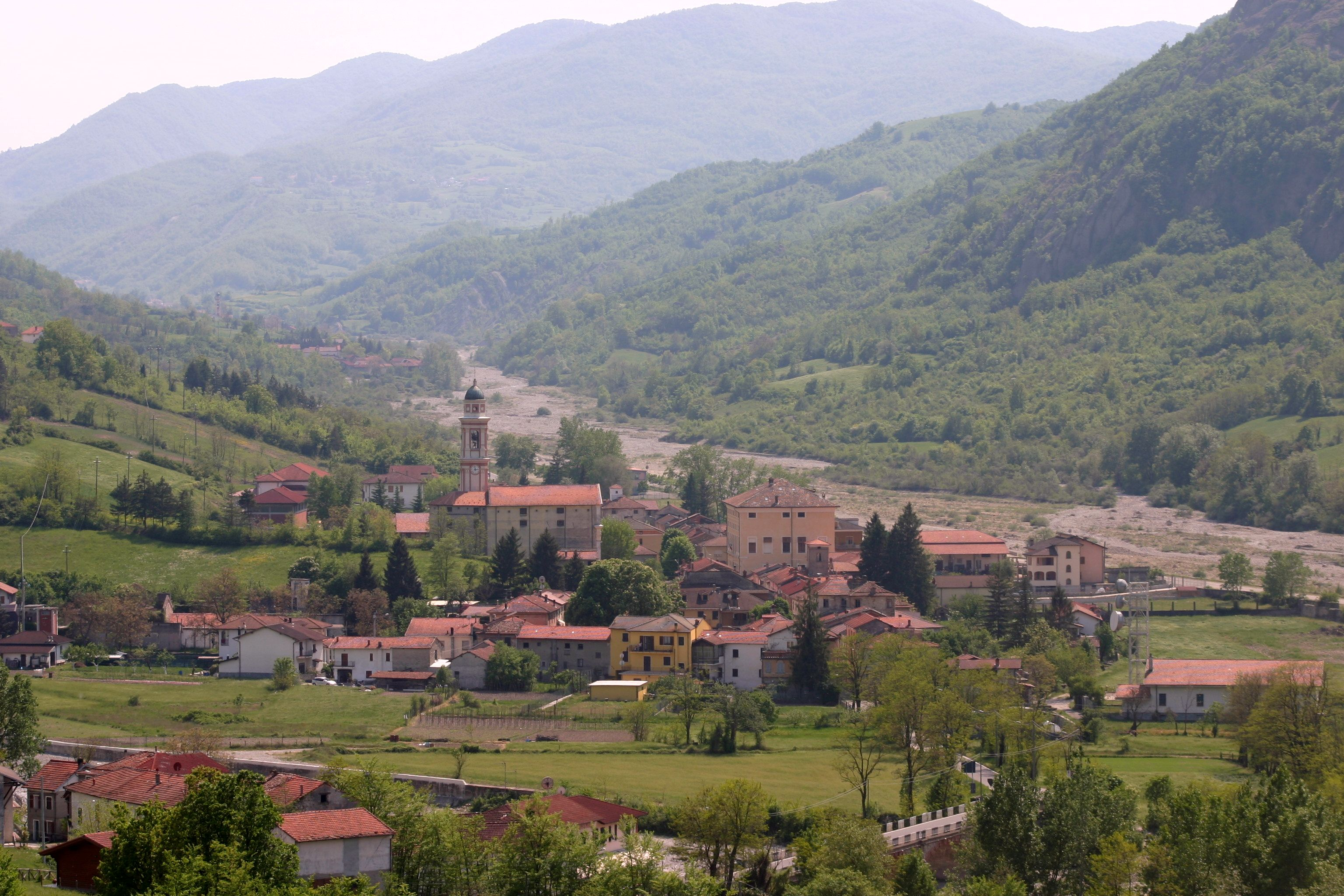
Panorama

## Geschichte
Das Toponym ist eine offensichtliche Verkleinerungsform von Rocca, einem Begriff, der vom vulgärlateinischen „Rocca“ abstammt und in der Toponymie weit verbreitet ist. Seine Bedeutung lässt sich sowohl in „Fels“, „Klippe“ als auch in „befestigter Ort“, „auf einer Anhöhe errichtete Festung“ erkennen.
Die Siedlung war ursprünglich Teil des antiken Lehens von Roccaforte. Als autonome Gemeinde wurde sie im frühen 16. Jahrhundert von Napoleone Spinola gegründet. Sein Name erscheint zum ersten Mal in einem Dokument aus dem Jahr 1235, einer Urkunde, mit der die Gemeinde Tortona die örtlichen Besitztümer der Herren von Montalto erwarb. Während der Zeit der Unabhängigkeit diente es als Verteidigungsstraße nach Ligurien, die den Handelsverkehr zwischen dem Meer und der Ebene sicherte. Nachdem es zum Lehen der Familie Spinola geworden war, wurde dort ein majestätischer Palast errichtet, in dem sich auch die Münzstätte befand, in der Geld geprägt wurde. Es gibt mehrere Spuren seiner Vergangenheit, die von der besonderen Abhängigkeitssituation geprägt sind.

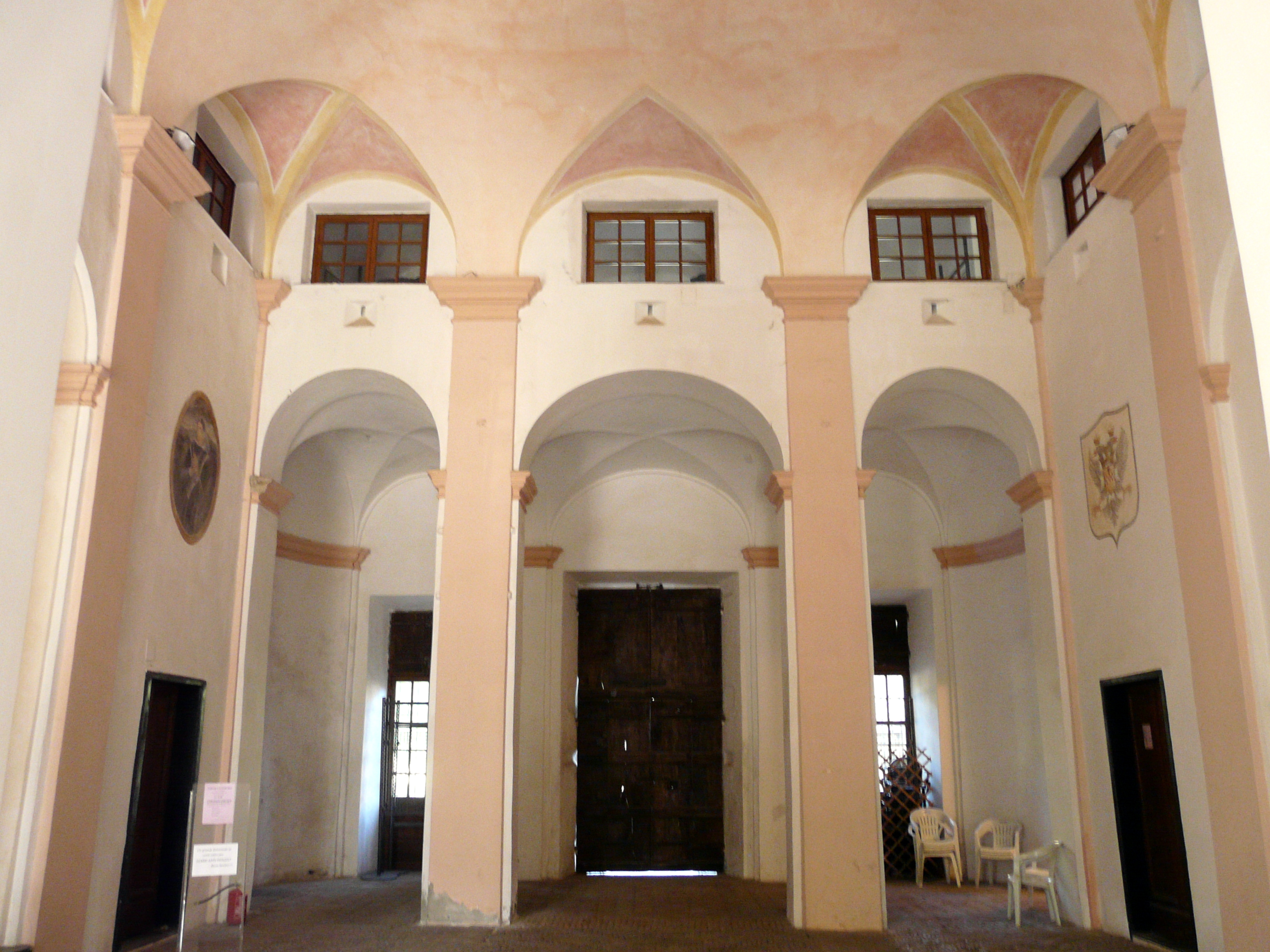
Palazzo Spinola, Innenansicht

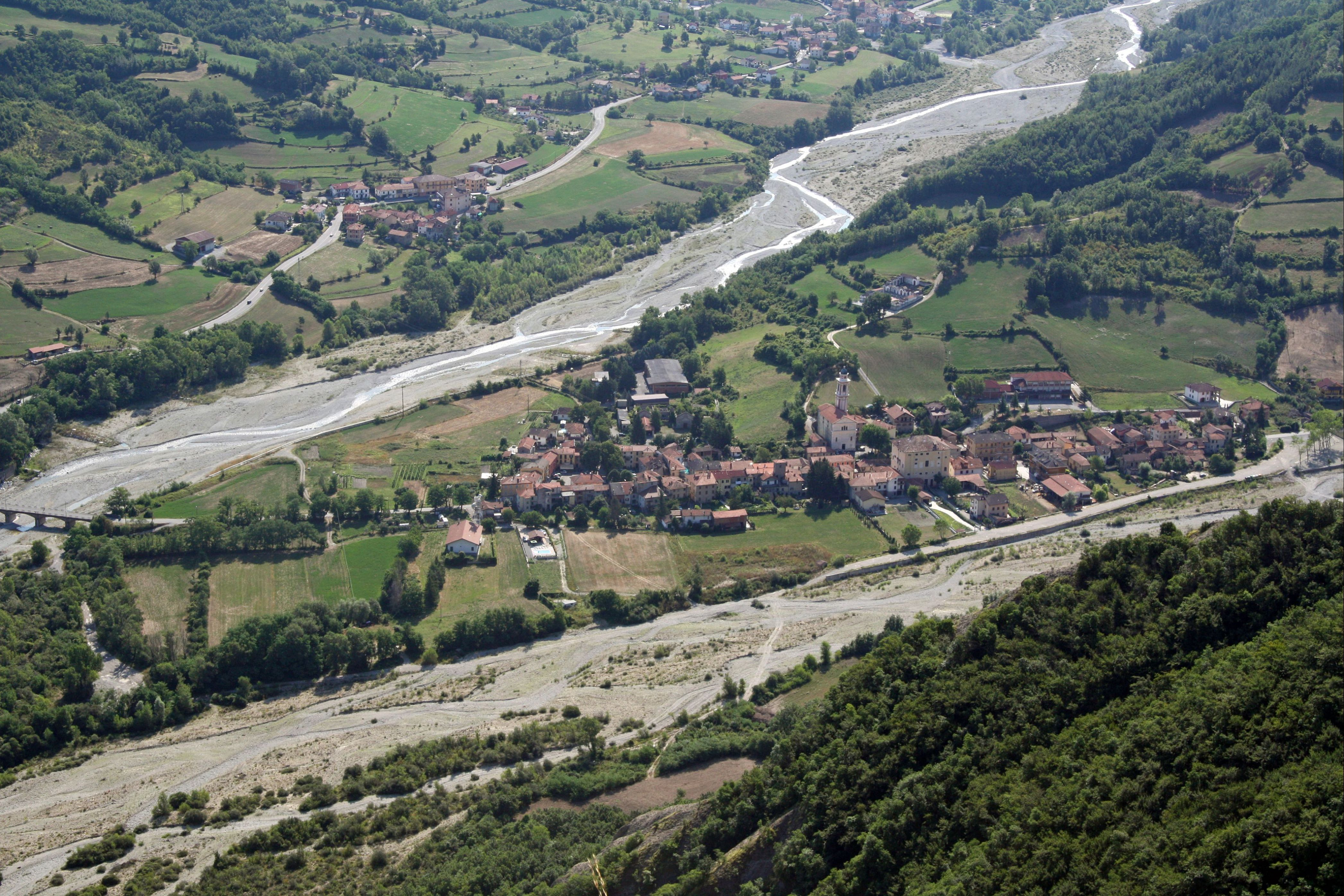
Lage von Rocchetta Ligure zwischen Borbera und Sisola

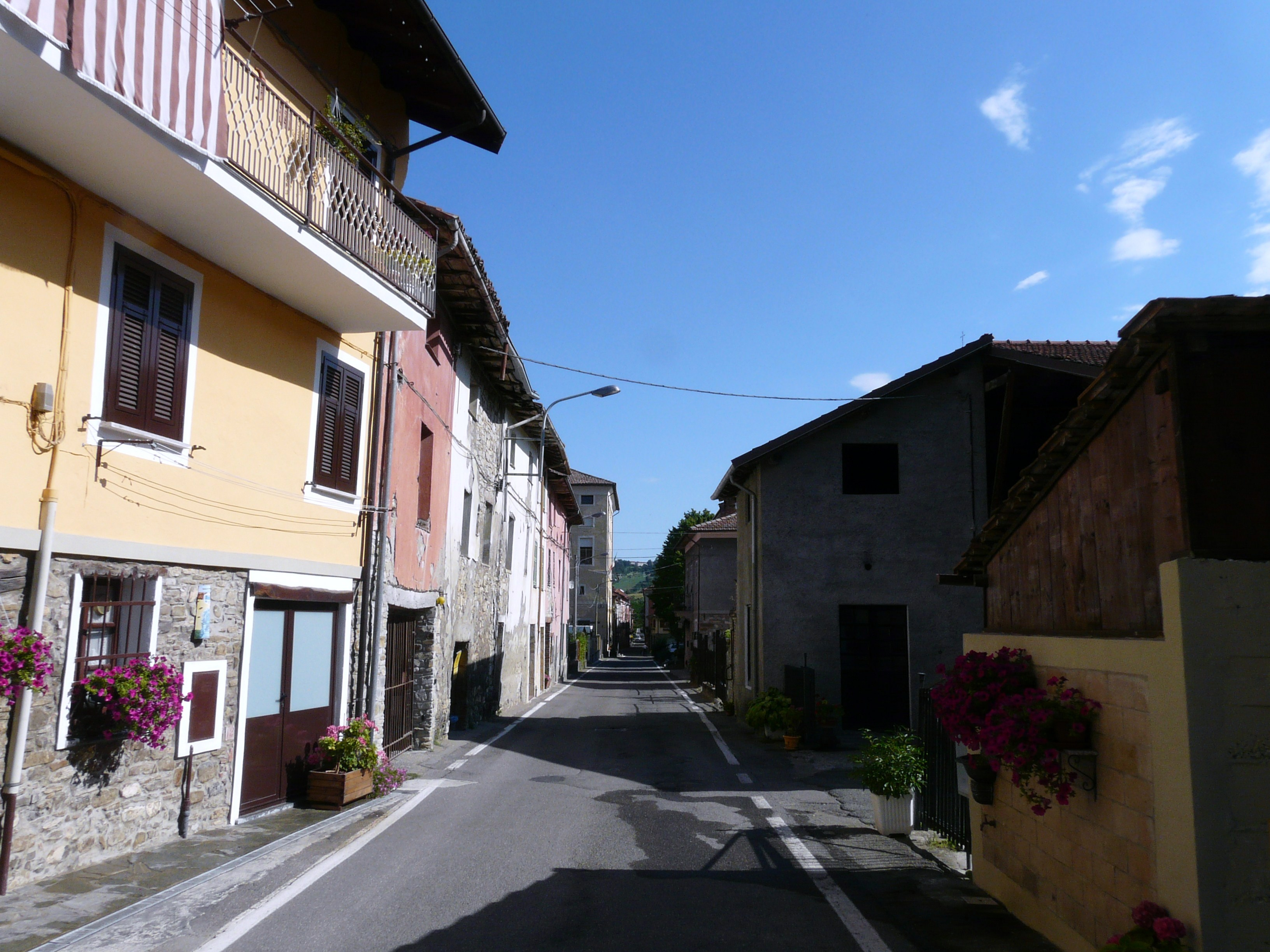
Strasse im Dorf

## Sehenswürdigkeiten
- Die Zugangstor zu den ursprünglichen Befestigungsanlagen, die zerstört wurden.
- Der Spinola-Palast, der 1620 von der gleichnamigen Familie erbaut wurde.[4]
- Die Pfarrkirche Sant'Antonio, die 1663 auf Initiative des Marquis Napoleone Spinola gegründet wurde, war vier Jahre lang von Albera abhängig.
- Die Kirche der Madonna della Guardia in Pagliaro, die 1843 als Ersatz für ein früheres Gebäude erbaut wurde, das renoviert und vergrößert wurde.
- Das Museum des Widerstands (Museo della Resistenza) und das Museum des sozialen Lebens im Val Borbera befindet sich im Palazzo Spinola und wurde 1990 auf Initiative der Gemeinde und der Region Piemont gegründet. Es sammelt fotografische Bilder, Waffen, Kugeln, Gegenstände wie Feldradios, Wasserflaschen, Taschen, Rucksäcke und andere Werkzeuge der Partisanen in der Region.[5]